# صلاح الدين القوصي
صلاح الدين القوصي (1940 -21 سبتمبر 2008) هو كاتب وشاعر و داعية روحي مصري.

## حياته ونشأته
الحسن صلاح الدين علم الدين القوصي ينتهى نسبه إلى الإمام الحسين بن علي مرورا بجده الأوسط الشيخ أبو الحجاج الأقصرى ولد باسيوط في مدينة منفلوط من صعيد مصر ونشأ فيها نشأة دينية وعلمية حتى التحق بكلية العلوم جامعة الإسكندرية.
- درس الكيمياء والجيولوجيا والإحصاء في مصر وأثناء عمله في كل من ألمانيا وأسبانيا وتشيكولوسفاكيا والمملكة السعودية ومن أوائل من حاضروا في جامعة حلوان في علوم الإحصاء والحاسب الآلى
- تخصص في تصنيع المواد المتفجرة وكخبير دولى في طرق التفجير الآمن
- أشرف على التفجيرات الخاصة ببناء السد العالى
- أشرف على مصنع 18 الحربي أثناء وبعد حرب 73 وهو من أوائل من وضعوا معايير السلامة والأمان بالمصانع والصناعات الكيماوية
- أشرف على معامل وزارة الأشغال السعودية وميكنتها
- أشرف كخبير دولى مسلم في التفجير الآمن لإقامة أبراج الميكروويف بالأراضى المقدسة «مكة المكرمة والمدينة المنورة»
- عضو بإتحاد كتاب مصر

## مسيرته
مؤسس الأشراف المهدية ومنهجهم الداعى إلى محبة الرسول محمد وتوحيد الخالص للـه تعالى وتقديسه ، لقبه «عبدُ اللـه».

## مؤلفاته[3][1]

### كتب
أثرى المكتبة الإسلامية بمؤلفاته الدينية والروحية والأدبية بمايزيد عن الثلاثين مؤلفا،
وقدم لمؤلفاته كبار علماء الأزهر الشريف إجلالا واحتراما لعلمه وقدره، حتى أن الأزهر الشريف أعاد طباعة كتابة «محمد نبي الرحمة»، وقدم له شيخ الأزهر محمد سيد طنطاوى ووكيل الأزهر الشيخ عمر الديب ورئيس مجمع البحوث الإسلامية كرد رسمى للأزهر الشريف على إتهام الإسلام ونبى الإسلام من بعض الدول الغربية،

### نثر وشعر
وأيضا له من دواوين الشعر ما يزيد عن الثلاثين ألفا من أبيات الشعر العربي الموزون المقفى في عشرون ديوانا مطبوعا ومنشورا
كتب النثر
- أركان الإسلام - دليل العبادات
- قواعد الإيمان - تهذيب النفس
- أنوار الإحسان - أصول الوصول
- مقدمة أصول الوصول
- محمد نبى الرحمة صلى اللـه عليه وسلم
- محمد مشكاة الأنوار صلى اللـه عليه وسلم
- مراقد آل البيت في مصر

دواوين الشعر
- الأسير
- العتيق
- الطليق
- الغريق
- الرفيق
- الـحـقيق
- العقيق
- الوثيق
- الرحيق
- البريق
- ألفية محمد صلى اللـه عليه وسلم
- محمد الإمام المبين صلى اللـه عليه وسلم
- العشيق
- الرشيق
- الرقيق
- المفيق
- العريق
- الفريق
- الشفيق
- الوفيق
- في حب أشرف البرية صلى اللـه عليه وسلم

## أعلام
- كتبت عنه مجلة

الإخلاص الهولندية بأنه من القادة الروحيين في العالم على لسان الباحث والكاتب Koert van der Velde في مقاله "من يفكر في غير اللـه.. أنبهه"
- في التقديم لكتابه «محمد نبى الرحمة صلى اللـه عليه وسلم»

- شيخ الأزهر الشريف الشيخ محمد سيد طنطاوى: رأيته قد جمع فيه الشيخ صلاح الدين القوصي -أرغب اللـه قدره - بين الأوصاف الظاهرة والأوصاف الباطنة التي كانت لرسول اللـه صلى اللـه عليه وسلم فجمع في نظم الشمائل بين ما يتعلق بـخَـلْقه الشريف وخُـلُقه العظيم... وقد كلفت مجمع البحوث الإسلامية بالرد على هذه الإساءة لتوضع على شبكة الإنترنت..

- وكيل الأزهر الشريف الشيخ عمر الديب: هذا الكتاب -محمد نبى الرحمة- يعتبر من أهم الكتب التي يحتاجها كل مسلم ومسلمة..

- الأمين العام لمجمع البحوث الإسلامية: شَرُفَ مجمع البحوث بنشر ذلك الكتاب القيم -محمد نبي الرحمة- .. فكان بحق خير رد وكان كالـغـرة بين الردود المتشنجة ذات الأصوات الزاعقة..